# Vingárdi fatemplom
A vingárdi fatemplom műemlék volt Romániában, Fehér megyében. A romániai műemlékek jegyzékében az AB-II-m-B-00392 sorszámon szerepel. 2009. május 11-én a templom leégett.